# Mario Camposeco

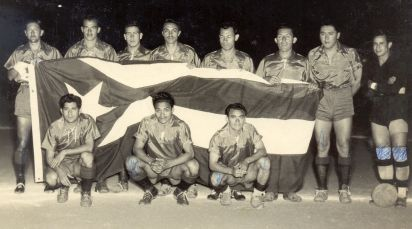
Camposeco (de pie cuarto desde la izquierda) como miembro del equipo Municipal que participó en el Torneo de 1948 en Cuba

Mario Salvador Camposeco López (6 de agosto de 1921 – 17 de junio de 1951) fue un futbolista guatemalteco.
Nacido en Quetzaltenango, inició su carrera futbolística en 1938 jugando para el equipo local América. Luego se unió al club Xelajú convirtiéndose en el subcapitán en 1940 y posteriormente en capitán ayudando al equipo a convertirse en campeones del departamento de Quetzaltenango por 10 temporadas consecutivas (1940–1950).
En 1942 fue llamado como refuerzo para el Club Social y Deportivo Municipal por el entrenador Manuel Felipe Carrera para jugar contra el Atlante F.C. de México, y en 1943 fue seleccionado en la selección nacional de Guatemala. El 10 de marzo de 1946, durante el III Campeonato Centroamericano de Fútbol, anotó contra la Selección Nacional de Costa Rica en una ganancia de 4-1 en San José.
En 1948 formó parte de un pequeño equipo que ganó un torneo amistoso en conmemoración de la Independencia Cubana en Habana, Cuba. Luego participó en los V y 
VI Juegos Centroamericanos y del Caribe. En su momento se convirtió en el segundo mejor goleador para Guatemala por debajo de su compañero nacional Carlos Toledo, con 23 goles, lo que se mantiene como el cuarto más alto total de todos los tiempos.
En junio de 1951, después de un partido amistoso en Quetzaltenango, fue invitado por un amigo para acompañarlo en una avioneta y volar sobre la ciudad; hubo una falla mecánica y la avioneta se estrelló, matando a ambos, el piloto y Camposeco. Luego de la muerte del futbolista, el Club Xelajú de Quetzaltenango cambió su nombre a "Xelajú M.C." en su honor. El estadio del equipo también fue renombrado en su honor como Estadio Mario Camposeco.